# Anagalida
Ordre
Synonymes
- Anagaliformes, Kinman, 1994
- Gliriformes, Wyss & Meng, 1996

Taxons de rang inférieur
- † Anagaloidea
- † Lagotheria Kalandadze & Rautian, 1992
- † Zalambdolesta Kalandadze & Rautian,
1992
- Glires
  - Rodentia
  - Lagomorpha

Les anagalides (Anagalida) forment un clade regroupant les glires (lagomorphes et rongeurs) et quelques familles éteintes. C'est le groupe frère des Euarchonta ou archontes vrais.
En classification classique, Anagalida est un ordre éteint regroupant des mammifères du milieu du Paléocène au bas Oligocène.
Les Macroscelidea autrefois rattachés à cet ordre ne le sont plus.

## Cladogramme
```
  └─o 
Euarchontoglires

    ├─o Anagalida
    │ ├─? 
Zalambdalestidae
†
    │ └─o
    │   ├─o 
Anagaloidea
†
    │   └─o 
Glires

    │     ├─o 
Lagomorpha

    │     └─o 
Rodentia

    └─o 
Euarchonta
 c'est-à-dire 
Scandentia
, 
Dermoptera
 et 
Primatomorpha
 dont les 
Primates
```